# Болцано-Вајерштрасова теорема

## Болцано-Вајерштрасова теорема за скупове

### Дефиниција
- Сваки бесконачан и ограничен скуп у {\displaystyle \mathbb {R} } има бар једну тачку нагомилавања у {\displaystyle \mathbb {R} .}

- Сваки бесконачан скуп у {\displaystyle \mathbb {R} } има бар једну тачку нагомилавања у {\displaystyle {\overline {\mathbb {R} }}=\mathbb {R} \cup \{+\infty ,-\infty \}.}

### Доказ
- Нека је скуп {\displaystyle A\subset \mathbb {R} } бесконачан и ограничен. Пошто је ограничен, значи да {\displaystyle A\subset I_{0}} за неки одсечак {\displaystyle I_{0}=[a,b].} Поделимо дати одсечак на два дела, тачком {\displaystyle T_{1}={\frac {a+b}{2}}.} Пошто је скуп {\displaystyle A} бесконачан, у бар једном од одсечака {\displaystyle [a,{\frac {a+b}{2}}]} и {\displaystyle [{\frac {a+b}{2}},b]} ће се наћи бесконачно много чланова скупа {\displaystyle A}. Означимо тај одсечак са {\displaystyle I_{1}=[a_{1},b_{1}].} Понављајући тај поступак, добијамо одсечке {\displaystyle I_{2}}, {\displaystyle I_{3}}, ..., тј. бесконачни низ уметнутих одсечака {\displaystyle (I_{n}),} од којих сваки од ових одсечака садржи бесконачно много елемената скупа {\displaystyle A.}

Из Канторовог принципа уметнутих одсечака, бесконачан низ уметнутих одсечака има непразан пресек, а тај пресек је нека тачка која ће припадати свим одсечцима.
Означимо са {\displaystyle x} тачку која ће припадати свим одсечцима {\displaystyle (I_{n}).}
Како Важи:
{\displaystyle (\forall \epsilon >0)(\forall n\in \mathbb {N} )(\exists n_{0}\in \mathbb {N} )(n>n_{0}\Rightarrow {\frac {b-a}{2^{n}}}<\epsilon ),} (из аксиоме непрекидности према Архимедовом својству)
што значи да ће за свако произвољно одабрано {\displaystyle \epsilon >0,} постојати довољно велико {\displaystyle n_{0},} тако да ће се сви одсечци почев од {\displaystyle I_{n_{0}}} налазити у околини {\displaystyle x-\epsilon ,x+\epsilon }тачке {\displaystyle x,} а како сваки од тих одсечака има бесконачно много чланова, то се према дефиницији тачке нагомилавања скупа, закључује да је тачка {\displaystyle x} тачка нагомилавања скупа {\displaystyle A}, што је и требало показати.
- Ако је скуп {\displaystyle A} ограничен, доказ о постојању његове тачке нагомилавања је управо изведен.

Ако је скуп {\displaystyle A} неограничен, то се из дефиниције тачака {\displaystyle +\infty } и {\displaystyle -\infty } закључује да је онда једна од њих тачка нагомилавања скупа {\displaystyle A.} Тиме је доказ завршен.